# 里瓦德赛利塞斯
里瓦德赛利塞斯，是西班牙卡斯蒂利亚-拉曼恰瓜达拉哈拉省的一个市镇。总面积67平方公里，总人口160人（2001年），人口密度2人/平方公里。